# Hallbergmoos
Hallbergmoos er en kommune i i Landkreis Freising Regierungsbezirk Oberbayern i den tyske delstat Bayern. Den ligger omkring 25 km nord for München i nærheden af den i 1992 åbnede Flughafen München Franz Josef Strauß. En del af lufthavnens område ligger i kommunen.
Landsbyer og bebyggelser er : Birkeneck, Brandstadl, Erching, Fischerhof, Goldach, Mariabrunn og Zwillingshof.